# Pouques-Lormes
Pouques-Lormes este o comună în departamentul Nièvre din centrul Franței. În 2009 avea o populație de 162 de locuitori.

## Evoluția populației
| An        | 1975 | 1982 | 1990 | 1999 | 2006 | 2009 |
| --------- | ---- | ---- | ---- | ---- | ---- | ---- |
| Populație | 143  | 112  | 118  | 158  | 165  | 162  |